# نماز جمعه تهران

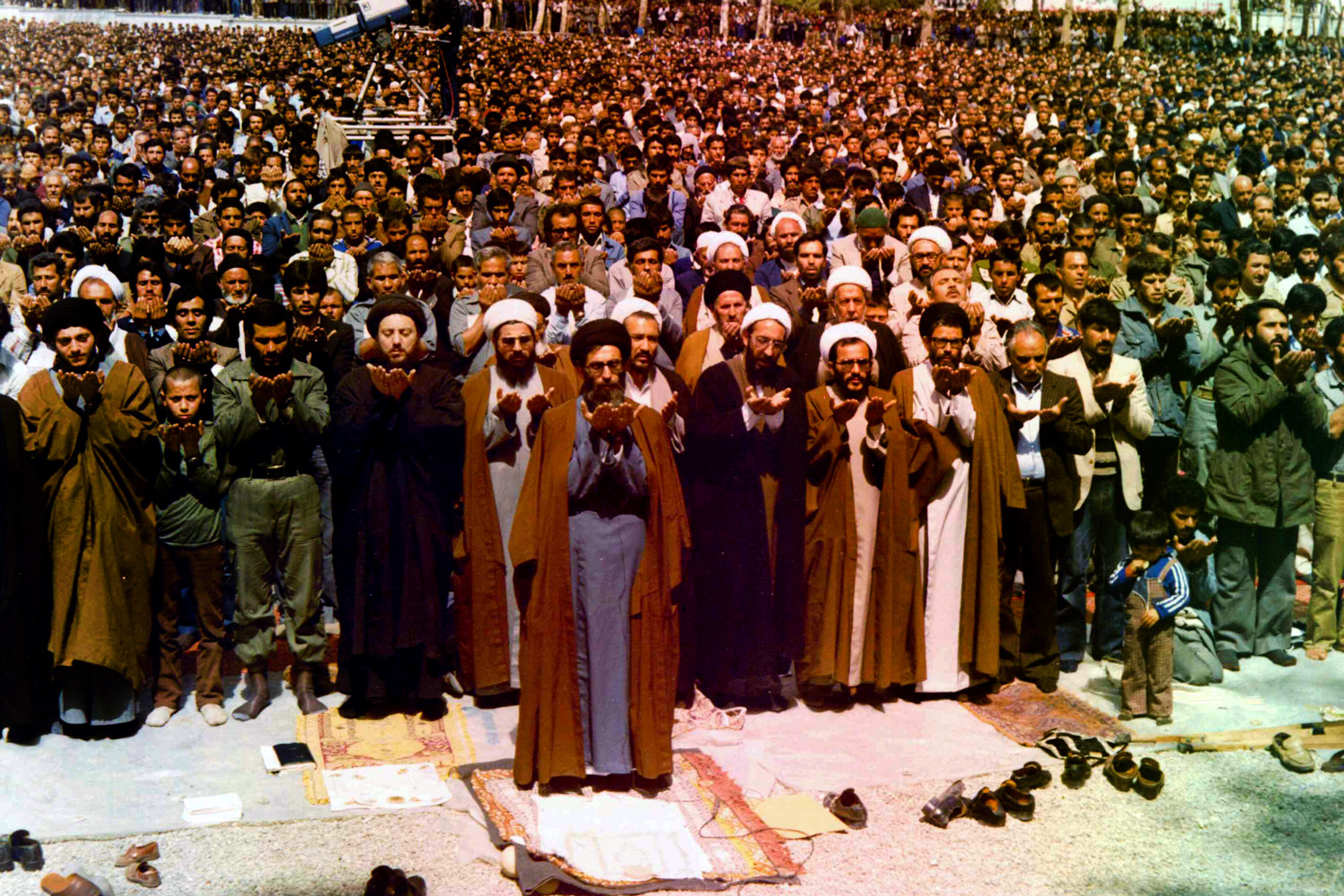
نماز جمعه به امامت سید علی خامنه‌ای، حسن روحانی و سید محمدباقر حکیم در پشت سر او دیده می‌شوند.

نماز جمعه تهران مهم‌ترین نماز جمعه در ایران محسوب می‌شود و به دلیل طرح مسائل سیاسی و اجتماعی در خطبه‌ها اهمیت دارد. معمولاً یکی از مسئولان سرشناس کشور، پیش از خطبه‌های امام جمعه، در جمع نمازگزاران سخنرانی می‌کند.

## امامت جمعه قبل از انقلاب
در اوایل زمان سلطنت قاجار، هنگامی که فتحعلی‌شاه مسجد شاه را در تهران بنا کرد، تصمیم گرفت میر سیدمهدی خاتون آبادی امام جمعه اصفهان را برای امامت جمعه در مسجد شاه، به تهران بیاورد. وی دارای مقام علمی والایی بود و در سال ۱۱۸۳ شمسی پس از بازگشت از زیارت خانه خدا در سن ۶۳ سالگی درگذشت و از تمام ولایات ایران علماء و بزرگان برای تشییع به تهران آمدند. میرزا ابوالقاسم امام جمعه فرزند ارشد میر محمد حسین «سلطان العلماء» ، هم به تهران آمد. (میرمحمد حسین برادر میر سید مهدی از جمله اهل علم و شخص اول اصفهان بود و تا هنگام مرگ در آن شهر زندگی می‌کرد) ون می‌رسید مهدی امام جمعه تهران دارای اولاد ذکور نبود، برحسب امر فتحعلیشاه، میرزا ابوالقاسم در تهران توقف کرد و بعد از رحلت عمو به مقام امامت جمعه تهران رسید، میرزا ابوالقاسم که سال‌ها بعد با امیرکبیر نیز معاصر بوده‌است. پس از وی منصب امامت جمعه به فرزندش میرزا زین العابدین امام جمعه رسید که به عضویت لژ فراماسونری درآمد و بعد از او نیز فرزندش سید ابوالقاسم دوم امام جمعه شد که در جریان مشروطیت بر کنار شد و برای مدتی برادرش عهده‌دار سمت امامت جمعه بود. در عهد پهلوی دوم در سال ۱۳۲۴ فرزند سید ابوالقاسم، سید حسن امامی به فرمان محمدرضا شاه امام جمعه تهران شد که تا دی ۱۳۵۷ این سمت را عهده دار بود. سلسلهٔ امام جمعه یا امامی توسط شاه و فرمان او به امامت جمعه انتخاب می‌شدند.

### فهرست امامان جمعه تهران قبل از انقلاب
|   | نام                                 | آغاز تصدی | پایان تصدی | انتصاب توسط        | توضیحات               | منبع  |
| - | ----------------------------------- | --------- | ---------- | ------------------ | --------------------- | ----- |
| ۱ | میرمحمدمهدی خاتون‌آبادی(۱۱۸۵/۶–۱۲۶۳) | ۱۲۳۶ ق.   | ۱۲۶۳ ق.    | فتحعلی‌شاه قاجار    |                       | [ ۴ ] |
| ۲ | میرزا ابوالقاسم تهرانی(۱۲۱۵–۱۲۷۲)   | ۱۲۶۳ ق.   | ۱۲۷۰/۱ ق.  | محمدشاه قاجار      |                       | [ ۴ ] |
| – | میرزا مرتضی تهرانی(؟ –۱۳۰۱)         | ۱۲۷۰/۱ ق. | ۱۲۸۰ ق.    | ناصرالدین‌شاه قاجار |                       | [ ۴ ] |
| ۳ | میرزا زین‌العابدین تهرانی(۱۲۶۱–۱۳۲۱) | ۱۲۸۰ ق.   | ۱۳۲۱ ق.    | ناصرالدین‌شاه قاجار |                       | [ ۴ ] |
| ۴ | میرزا ابوالقاسم تهرانی(۱۲۴۸–۱۳۲۶ ش) | ۱۳۲۱ ق.   | ۱۳۲۷ ق.    | مظفرالدین‌شاه قاجار | توسط مجلس عالی عزل شد | [ ۴ ] |
| ۵ | سید محمد امامی(؟ –۱۳۲۴ ش)           | ۱۲۸۸ ش.   | ۱۳۲۴ ش.    | مجلس عالی          |                       | [ ۴ ] |
| ۶ | سید حسن امامی(۱۲۸۱–۱۳۵۸ ش)          | ۱۳۲۴ ش.   | ۱۳۵۷ ش.    | محمدرضا پهلوی      |                       | [ ۴ ] |

## بعد از انقلاب

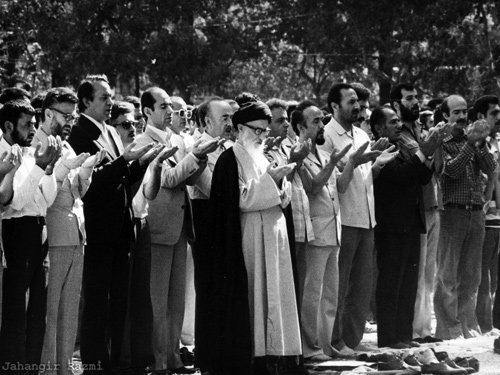
نخستین نماز جمعه بعد از انقلاب به امامت محمود طالقانی در ۵ مرداد ۱۳۵۸. دیگر شرکت کنندگان: ابراهیم یزدی، هاشم صباغیان، احمد صدر حاج‌سیدجوادی و صادق قطب‌زاده

نخستین نماز جمعه تهران بعد از پیروزی انقلاب اسلامی در ۵ مرداد ۱۳۵۸ به امامت سید محمود طالقانی در محوطه دانشگاه تهران برگزار شد.
امام جمعهٔ دائم از طرف شورای سیاست‌گذاری ائمهٔ جمعهٔ کشور (تحت اشراف رهبر) انتخاب می‌شود. امام جمعهٔ دائم می‌تواند یک یا چند نفر را به عنوان امام جمعهٔ موقت همان شهر انتخاب کند. امام جمعهٔ دائم مراکز استان‌ها از طرف ولی فقیه یا رهبر حکومت اسلامی-شیعی انتخاب و مشروعیت پیدا می‌کند و نمایندهٔ ولی فقیه در آن استان (به غیر از استان کردستان که درصد تشیع کم است) نیز می‌باشند.

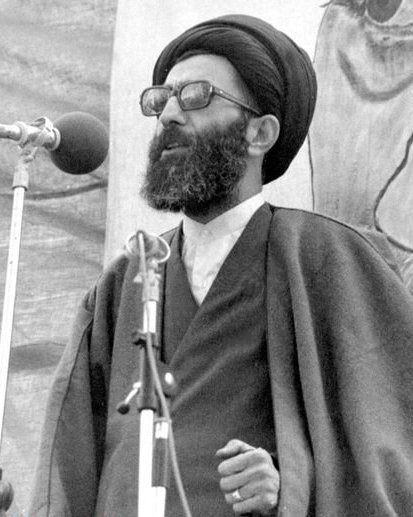
سید علی خامنه‌ای به عنوان امام جمعه تهران در سال ۱۳۵۸

## فهرست امامان جمعه تهران بعد از انقلاب
|   | نام                          | نگاره | آغاز تصدی      | پایان تصدی     | انتصاب توسط       | توضیحات                           | منبع  |
| - | ---------------------------- | ----- | -------------- | -------------- | ----------------- | --------------------------------- | ----- |
| ۱ | سید محمود طالقانی(۱۲۸۹–۱۳۵۸) |       | ۵ مرداد ۱۳۵۸   | ۱۶ شهریور ۱۳۵۸ | سید روح‌الله خمینی | تنها ۶ هفته پس از انتصاب، درگذشت. | [ ۶ ] |
| ۲ | حسینعلی منتظری(۱۳۰۱–۱۳۸۸)    |       | ۲۱ شهریور ۱۳۵۸ | ۲۴ دی ۱۳۵۸     | سید روح‌الله خمینی | استعفا کرد.                       | [ ۶ ] |
| ۳ | سید علی خامنه‌ای (متولد ۱۳۱۸) |       | ۲۴ دی ۱۳۵۸     | متصدی          | سید روح‌الله خمینی |                                   | [ ۶ ] |

#### امامان جمعه موقت
|    | نام                                    | آغاز تصدی       | پایان تصدی    | انتصاب توسط     | توضیحات                                                                                              | منبع              |
| -- | -------------------------------------- | --------------- | ------------- | --------------- | --- | ----------------- |
| ۱  | سید عبدالکریم موسوی اردبیلی(۱۳۰۴–۱۳۹۵) | ۲۵ بهمن ۱۳۵۹    | ۳ دی ۱۳۷۲     | روح‌الله خمینی   | به صورت غیررسمی پایان یافت.                                                                          | [ ۷ ]             |
| ۲  | اکبر هاشمی رفسنجانی(۱۳۱۳–۱۳۹۵)         | ۱۲ تیر ۱۳۶۰     | ۲۶ تیر ۱۳۸۸   | روح‌الله خمینی   | پس از حوادث نماز جمعه ۲۶ تیر ۱۳۸۸ تهران به صورت غیررسمی پایان یافت. مجموعاً ۴۲۰ بار امام بود.         | [ ۶ ]             |
| ۳  | محمد امامی کاشانی(۱۳۱۰–۱۴۰۲)           | ۸ آبان ۱۳۶۰     | ۱۲ اسفند ۱۴۰۲ | روح‌الله خمینی   | به علت ایست قلبی درگذشت.                                                                             | [ ۴ ]             |
| ۴  | محمدمهدی ربانی املشی(۱۳۱۳–۱۳۶۴)        | ۲۰ آذر ۱۳۶۰     | ۱۷ تیر ۱۳۶۴   | روح‌الله خمینی   | با ۳ بار اقامه نماز جمعه کمترین امامت جمعه در تاریخ جمهوری اسلامی را داراست. هنگام تصدی منصب درگذشت. | [ ۶ ]             |
| ۵  | محمد یزدی(۱۳۱۰–۱۳۹۹)                   | بهمن ۱۳۶۰       | اسفند ۱۳۷۸    | روح‌الله خمینی   | استعفا کرد. مجموعاً ۱۶۶ بار امام بود.                                                                 | [ ۶ ]             |
| ۶  | محمدرضا مهدوی کنی(۱۳۱۰–۱۳۹۳)           | ۲۰ اسفند ۱۳۶۱   | ۲۹ خرداد ۱۳۸۸ | روح‌الله خمینی   | مجموعا ۱۲ بار امام بود. وی نماز عصر را در نماز جمعه معروف ۲۹ خرداد ۱۳۸۸ اقامه کرد.                   | [ ۶ ]             |
| ۷  | احمد جنتی(متولد ۱۳۰۵)                  | ۱۴ فروردین ۱۳۷۱ | ۲۰ اسفند ۱۳۹۶ | سید علی خامنه‌ای | استعفا کرد.                                                                                          | [ ۶ ] [ ۸ ] [ ۹ ] |
| ۸  | سید حسن طاهری خرم‌آبادی(۱۳۱۷–۱۳۹۲)      | خرداد ۱۳۷۷      | اسفند ۱۳۷۸    | سید علی خامنه‌ای | استعفا کرد. مجموعاً ۹ بار امام بود.                                                                   | [ ۶ ]             |
| ۹  | سید احمد خاتمی (متولد ۱۳۳۹)            | شهریور ۱۳۸۴     | متصدی         | سید علی خامنه‌ای | | [ ۶ ]             |
| ۱۰ | کاظم صدیقی(متولد ۱۳۳۰)                 | شهریور ۱۳۸۸     | ۱۲ مرداد ۱۴۰۴ | سید علی خامنه‌ای | استعفا کرد.                                                                                          | [ ۱۰ ] [ ۶ ]      |
| ۱۱ | محمدعلی موحدی‌ کرمانی (متولد ۱۳۱۰)      | ۱۲ آذر ۱۳۹۱     | متصدی         | سید علی خامنه‌ای | | [ ۶ ]             |
| ۱۲ | سید محمدحسن ابوترابی‌فرد (متولد ۱۳۳۲)   | ۲۴ بهمن ۱۳۹۶    | متصدی         | سید علی خامنه‌ای | | [ ۱۱ ] [ ۱۲ ]     |
| ۱۳ | محمدجواد حاج‌علی‌اکبری (متولد ۱۳۴۳)      | ۱۰ دی ۱۳۹۷      | متصدی         | سید علی خامنه‌ای | | [ ۱۳ ]            |